# Comstock (Nebraska)
Comstock és una població dels Estats Units a l'estat de Nebraska. Segons el cens del 2000 tenia 110 habitants.

## Demografia
Segons el cens del 2000, Comstock tenia 110 habitants, 62 habitatges, i 29 famílies. La densitat de població era de 121,3 habitants per km².
Dels 62 habitatges en un 16,1% hi vivien nens de menys de 18 anys, en un 35,5% hi vivien parelles casades, en un 6,5% dones solteres, i en un 53,2% no eren unitats familiars. En el 48,4% dels habitatges hi vivien persones soles el 33,9% de les quals corresponia a persones de 65 anys o més que vivien soles. El nombre mitjà de persones vivint en cada habitatge era d'1,77 i el nombre mitjà de persones que vivien en cada família era de 2,48.
Per edats la població es repartia de la següent manera: un 0% tenia menys de 18 anys, un 3,6% entre 18 i 24, un 14,5% entre 25 i 44, un 28,2% de 45 a 60 i un 37,3% 65 anys o més.
L'edat mediana era de 58 anys. Per cada 100 dones de 18 o més anys hi havia 80,4 homes.
La renda mediana per habitatge era de 25.833 $ i la renda mediana per família de 32.500 $. Els homes tenien una renda mediana de 20.833 $ mentre que les dones 22.000 $. La renda per capita de la població era de 13.955 $. Aproximadament el 7,5% de les famílies i el 13,3% de la població estaven per davall del llindar de pobresa.

## Poblacions més properes
El següent diagrama mostra les poblacions més properes.